# Oberding
Oberding è un comune tedesco di 5 187 abitanti, situato nel land della Baviera.